# Emma (manga)
Emma (エマ, Ema) est un seinen manga écrit et dessiné par la mangaka Mori Kaoru. Il a été prépublié entre janvier 2002 et mai 2006 dans le magazine Monthly Comic Beam de l'éditeur Enterbrain, et a été compilé en sept volumes. Une suite nommée Emma: Further Tales a vu le jour entre septembre 2006 et mars 2008 et a été compilé en trois volumes numérotés de 8 à 10. La version française a d'abord été édité en intégralité par Kurokawa, et Ki-oon a publié une édition double grand format en cinq tomes dans la collection « Latitudes ».
La série a été adaptée en anime, Victorian Romance Emma (英國戀物語エマ, Eikoku Koi Monogatari Emma). La première saison de 12 épisodes de 25 minutes chacun a été produite par le studio Pierrot en 2005, et la seconde saison de 12 épisodes a été réalisée par le studio Ajia-do Animation Works en 2007.
Le manga a gagné le prix de l'excellence au Japan Media Arts Festival en 2005.

## Synopsis
En Angleterre à l'époque victorienne. Un certain William Jones rend visite à son ancienne gouvernante dont il n'a pas de bons souvenirs. Là, il rencontre Emma. C'est le coup de foudre. Cette rencontre imprévue va bouleverser leurs vies car les classes sociales étant bien définies au XIXe siècle, il est inconcevable qu'un jeune homme de la haute bourgeoisie pense à fréquenter une servante (Emma en l'occurrence). Leur amour survivra-t-il aux foudres de la société, aussi injuste soit-elle ?

## Personnages
Emma (エマ, Ema)
Femme de chambre de Kelly Stowner. Ses parents sont morts alors qu'elle était très jeune.
William Jones (ウィリアム・ジョーンズ, Wiriamu Jōnzu)
Il fait partie de la haute société. Lorsqu’il était enfant, Kelly Stowner était sa gouvernante. Il ne résistera pas très longtemps au charme d'Emma.
Kelly Stowner (ケリー・ストウナー, Kerī Sutounā)
Ancienne gouvernante de la famille Jones, elle a recueilli Emma pour l'employer comme femme de chambre.
Eleanor Campbell (エレノア・キャンベル, Erenoa Kyanberu)
Elle est la benjamine de la famille Campbell, faisant aussi partie de la haute société. Elle a un faible pour William Jones et sa meilleure amie est Grace Jones.
Grace Jones
Elle est la deuxième enfant de la famille Jones. Bien qu'elle soit la petite sœur de William Jones, elle est plus responsable que lui.
Arthur Jones
C'est le troisième enfant de la famille Jones. Il est préfet de son lycée.
Vivyane Victoria Jones
La quatrième enfant de la famille Jones. Elle très capricieuse et fait des bêtises.
Monica Campbell
Elle est la cadette de la famille Campbell et elle très protectrice envers sa petite sœur Eleanor.
Richard Jones
Le père de la famille Jones. Il est très sévère et totalement opposé à la relation entre Emma et William.
Aurélia Jones ou Miss Trollope
Elle est la mère de la famille Jones. Elle est tombée malade à cause de l'air de ville et des cinq enfants qu'elle a eu brusquement. De ce fait, elle a dû partir vivre à la campagne.
Hakim
Ami de William Jones. Ils se sont rencontrés lors du voyage en Inde de William.
Robert
Le meilleur ami de William. Ils étaient ensemble à l'école lorsqu'ils étaient enfants.

## Manga

### Liste des volumes
| no                                                                                                  | Version japonaise | Version japonaise | Version française par Kurokawa | Version française par Kurokawa |
| no                                                                                                  | Date de sortie    | ISBN              | Date de sortie                 | ISBN                           |
| --------------------------------------------------------------------------------------------------- | ----------------- | ----------------- | ------------------------------ | ------------------------------ |
| 1                                                                                                   | 30 août 2002      | 4-7577-0972-2     | 8 mars 2007                    | 978-2-351-42177-2              |
| 2                                                                                                   | 24 février 2003   | 4-7577-1312-6     | 10 mai 2007                    | 978-2-351-42178-9              |
| 3                                                                                                   | 25 novembre 2003  | 4-7577-1642-7     | 27 août 2007                   | 978-2-351-42179-6              |
| 4                                                                                                   | 26 juin 2004      | 4-7577-1887-X     | 8 novembre 2007                | 978-2-351-42180-2              |
| 5                                                                                                   | 31 mars 2005      | 4-7577-2168-4     | 14 février 2008                | 978-2-351-42181-9              |
| 6                                                                                                   | 31 août 2005      | 4-7577-2403-9     | 10 avril 2008                  | 978-2-351-42198-7              |
| 7                                                                                                   | 25 mai 2006       | 4-7577-2787-9     | 12 juin 2008                   | 978-2-351-42199-4              |
| 8                                                                                                   | 26 mars 2007      | 4-7577-3449-2     | 9 avril 2009                   | 978-2-351-42339-4              |
| Extra : Au Japon, le tome 8 (ISBN 978-4-7577-3450-0) est sorti en édition limitée contenant un DVD. |                   |                   |                                |                                |
| 9                                                                                                   | 25 septembre 2007 | 4-7577-3726-2     | 27 août 2009                   | 978-2-351-42340-0              |
| 10                                                                                                  | 25 avril 2008     | 978-4757741782    | 10 décembre 2009               | 978-2-351-42450-6              |

## Anime
La première saison de douze épisodes a été diffusée du 2 avril au 18 juin 2005 sur TBS. La seconde saison de douze épisodes a été diffusée du 16 avril au 2 juillet 2007 sur Chiba TV.

### Liste des épisodes
| No | Titre français | Titre japonais | Titre japonais   | Date de 1re diffusion |
| No | Titre français | Kanji          | Rōmaji           | Date de 1re diffusion |
| -- | -------------- | -------------- | ---------------- | --------------------- |
| 01 |                | 贈り物         | Okurimono        | 2 avril 2005          |
| 02 |                | 二つの世界     | Futatsu no Sekai | 9 avril 2005          |
| 03 |                | 告白           | Kokuhaku         | 16 avril 2005         |
| 04 |                | ミューディーズ | Myūdīzu          | 23 avril 2005         |
| 05 |                | 晩餐会         | Bansan-kai       | 30 avril 2005         |
| 06 |                | 訪問           | Houmon           | 7 mai 2005            |
| 07 |                | 水晶宮         | Suisyo-kyu       | 14 mai 2005           |
| 08 |                | 時計           | Tokei            | 21 mai 2005           |
| 09 |                | ひとり         | Hitori           | 28 mai 2005           |
| 10 |                | すれ違い       | Sure chigai      | 4 juin 2005           |
| 11 |                | 過去           | Kako             | 11 juin 2005          |
| 12 |                | スズラン       | Suzuran          | 18 juin 2005          |

| No | Titre français | Titre japonais | Titre japonais      | Date de 1re diffusion |
| No | Titre français | Kanji          | Rōmaji              | Date de 1re diffusion |
| -- | -------------- | -------------- | ------------------- | --------------------- |
| 00 |                | 幕間           | Maku ai             | 26 mars 2007 (DVD)    |
| 01 |                | 新しい家       | Atarashii ie        | 16 avril 2007         |
| 02 |                | 月光           | Gekkou              | 23 avril 2007         |
| 03 |                | 涼雨           | Ryoū                | 30 avril 2007         |
| 04 |                | 求婚           | Kyūkon              | 7 mai 2007            |
| 05 |                | 抱擁           | Houyou              | 14 mai 2007           |
| 06 |                | 成功と喪失     | Seikou to Soushitsu | 21 mai 2007           |
| 07 |                | 夕波           | Yuunami             | 28 mai 2007           |
| 08 |                | 居場所         | Ibasho              | 4 juin 2007           |
| 09 |                | 覚悟           | Kakugo              | 11 juin 2007          |
| 10 |                | 窓辺           | Madobe              | 18 juin 2007          |
| 11 |                | 光陰           | Kouin               | 25 juin 2007          |
| 12 |                | 花             | Hana                | 2 juillet 2007        |

## Produits dérivés

### Publications
Victorian Guide
Emma Victorian Guide est sorti au Japon le 25 novembre 2003.
Light novels
Deux light novels basés sur la série sont sortis au Japon, écrits par Saori Kumi :
1. Le volume 1,  (ISBN 4-7577-2209-5), est sorti le 22 mars 2005[9] ;
2. Le volume 2,  (ISBN 4-7577-2490-X), est sorti le 29 octobre 2005[10].

Animation Guide
Trois guides, écrits par Kaoru Mori et Rico Murakami, sont sortis au Japon :
1. Le premier,  (ISBN 4-7577-2446-2), est sorti le 24 octobre 2005[11] ;
2. Le second,  (ISBN 4-7577-2597-3), est sorti le 30 janvier 2006[12] ;
3. Le troisième,  (ISBN 4-7577-2788-7), est sorti le 25 mai 2006[13].